# Ducado de Pinohermoso

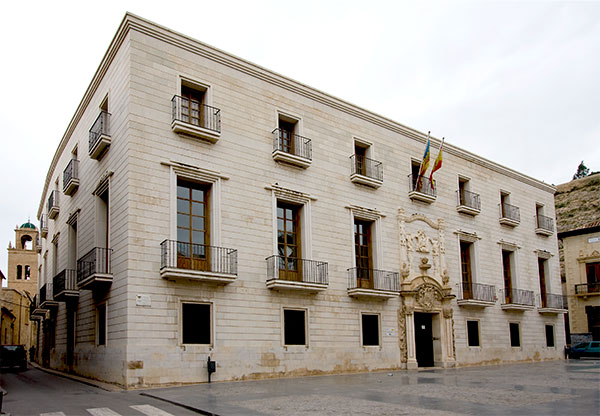
Palacio de los condes de Pinohermoso, luego duques de Pinohermoso, en Orihuela, (Alicante). Obra del siglo XVI, hoy biblioteca pública y archivo histórico de Orihuela.

El ducado de Pinohermoso es un título nobiliario español creado el 6 de junio de 1907, por el rey Alfonso XIII, a favor de Enriqueta María Roca de Togores y Corradini, Carrasco y Flameo, iv condesa de Pinohermoso, ix condesa de Villaleal.
El ducado de Pinohermoso, se creó por elevación del condado, que con la misma denominación, había creado Carlos IV, el 27 de junio de 1790, para Juan Nepomuceno Roca de Togores y Escorcia, xiii barón de Riudoms. Le fue concedida la Grandeza de España a Luis Manuel Roca de Togores y Valcárcel, II conde de Pinohermoso.
Su denominación hace referencia a la Dehesa de Pinohermoso, en Orihuela, (Alicante).

## Duques de Pinohermoso
|                           | Titular                                       | Periodo                   |
| Creación por Alfonso XIII | Creación por Alfonso XIII                     | Creación por Alfonso XIII |
| ------------------------- | --------------------------------------------- | ------------------------- |
| i                         | Enriqueta María Roca de Togores y Corradini   | 1907-1926                 |
| ii                        | Manuel Pérez-Seoane y Roca de Togores         | 1926 -1934                |
| iii                       | Carlos Pérez-Seoane y Cullen                  | 1956-1984                 |
| iv                        | Carlos Pérez-Seoane y Álvarez de Toledo       | 1987-1996                 |
| v                         | Margarita Pérez-Seoane y Fernández Villaverde | 1997-2009                 |
| vi                        | Alfonso María de Barrera y Pérez-Seoane       | 2010-2020                 |
| vii                       | Pedro Alfonso Barrera Lacabex                 | 2022-actual titular       |

## Los condes de Pinohermoso
- Juan Roca de Togores y Escorcia (Orihuela, 5 de octubre de 1752-ibid. 18 de enero de 1794), i conde de Pinohermoso.[2] Era hijo de Luis Roca de Togores y Moncada, señor de Benejuzar, y de Mariana Escorcia.[3]

Contrajo matrimonio con María de Varcárcel y Pío de Saboya, hija de Antonio Valcárcel, caballero de la Orden de Santiago, y de Isabel Pío de Saboya y Spínola, VIII marquesa de Castel-Rodrigo. Le sucedió su hijo:
- Luis Manuel Roca de Togores y Valcárcel, ii conde de Pinohermoso.[2]

Se casó con Francisca de Paula Carrasco y Arce, vii condesa de Villaleal.  Le sucedió su hijo:
- Juan Nepomuceno Roca de Togores y Carrasco (Murcia, 13 de diciembre de 1801-Madrid, 25 de marzo de 1883), iii conde de Pinohermoso y vii conde de Villaleal.[2] Le sucedió en 1882 su sobrina, única hija de su hermano Joaquín Roca de Togores y Carrasco (Alicante 1803-La Habana, 1854) y de María Anna Corradini Flameo (1807-1890):[4]
- Enriqueta Roca de Togores y Carradini, iv condesa y i duquesa de Pinohermoso y viii condesa de Villaleal,[2]

## Historia de los duques de Pinohermoso
- Enriqueta María Roca de Togores y Corradini (n. México, 22 de agosto de 1842),[5] i duquesa de Pinohermoso y iv condesa de Pinohermoso, ix condesa de Villaleal, dama de la reina Victoria Eugenia y de la Orden de María Luisa.[4]

Se casó en Madrid el 29 de julio de 1862 con Pablo Pérez-Seoane y Marín, ii conde de Velle, senador del Reino, caballero de la Orden de Malta, Collar y Gran Cruz de la Orden de Carlos III, gentilhombre de cámara con ejercicio y servidumbre, hijo de Manuel Pérez-Seoane y Rivero, I conde de Velle, y de Josefa Marín y San Martín. Le sucedió su hijo:
- Manuel Pérez-Seoane y Roca de Togores (Madrid, 22 de octubre de 1866-1934), ii duque de Pinohermoso,[1] x conde de Villaleal, iii conde de Velle,[4] gentilhombre grande de España con ejercicio y servidumbre del rey Alfonso XIII, caballero de la Orden de Malta y abogado.[4][5]

Contrajo matrimonio el 3 de julio de 1895 en Nueva York con Carolina Cullen y Montgomery. En 15 de diciembre de 1926 le sucedió su hijo:
- Carlos Pérez-Seoane y Cullen (Roma, 3 de abril de 1896-31 de diciembre de 1984), iii duque de Pinohermoso,[5][1] xi conde de Villaleal, iv conde de Velle. Fue un afamado rejoneador de reses bravas, en la década de los cincuenta del siglo XX. La actual ganadería de toros de lidia " Aldeaquemada", es la sucesora de los toros del duque de Pinohermoso.

Casó con su tía tercera, María del Carmen Fernández Villaverde y Roca de Togores, hija de Raimundo Fernández Villaverde y García Rivero y de Ángela Roca de Togores y Aguirre-Solarte, i marquesa de Pozo Rubio. Le sucedió su nieto el 6 de noviembre de 1987:
- Carlos Pérez-Seoane y Álvarez de Toledo (1956-), iv duque de Pinohermoso,[6] xii conde de Villaleal,[7] VI conde de Velle[8] (el V conde de Velle fue su padre, que no llegó a heredar los otros títulos de la Casa). Hijo de Manuel Pérez-Seoane y Fernández-Villaverde y María Álvarez de Toledo y Cabeza de Vaca.

Se casó en primeras nupcias con Gloria de Zunzunegui y Ruano, con descendencia, y en segundas con Adriana Hoyos Vega.Le sucedió la hermana de su padre, su tía carnal, en 12 de noviembre de 1997 en ejecución de sentencia, por la que revocó y se canceló la orden de 6 de noviembre de 1987 por la que se mandó expedir Real Carta de Sucesión:
- Margarita Pérez-Seoane y Fernández Villaverde (1928-2009), v duquesa de Pinohermoso,[1][9] xiii condesa de Villaleal.[10]

Casó con Javier de Barrera y Ducassi. En 2010 le sucedió su hijo:
- Alfonso María de Barrera y Pérez de Seoane, (1951-12 de junio de 2020[11]), vi duque de Pinohermoso[12] y xiv conde de Villaleal.

- Pedro Alfonso Barrera Lacabex, vii duque de Pinohermoso[13] y xv conde de Villaleal.